# Storgletsjeren
Storgletsjeren (svensk: Storglaciären ) er en gletsjer i Tarfaladalen på østsiden af Kebnekaise i Lapland i Sverige.
Gletsjeren blev først dokumenteret af geologen Fredrik Svenonius og blev fotograferet af ham allerede i 1886. Storgletsjeren blev det væsentligste studieobjekt for Tarfala forskningsstation, da den blev grundlagt i 1940'erne og måleserierne af Storgletsjerens massebalance, som startede i 1946, er verdens længste. Den langvarige udforskning af isbræen gør, at den i dag er blandt de mest kortlagte gletsjere i verden.
Storgletsjeren er ca. 3,5 km lang og har et areal på 3,1 km². Den strækker sig fra ca. 1.700 meters højde ned til ca. 1.150 meter over havet. Isens middeldybde er 100 meter, og den maksimale dybde er ca. 250 meter. Bræen voksede kraftigt i 1800-tallet og nåede en maksimal udbredelse i moderne tid omkring 1910, da den atter blev fotograferet af Svenonius. Derefter har fronten retireret omkring 500 meter til nutidens position.